# Entodon verruculosus
Entodon verruculosus là một loài rêu trong họ Entodontaceae. Loài này được Wen Xue-sen mô tả khoa học đầu tiên năm 1998.